# Francis Rapp
Francis Rapp (27 de juliol de 1926, Estrasburg, França - 29 de març de 2020, Angers, França) fou un historiador medievalista francès especialitzat en la història d'Alsàcia i de l'Alemanya medieval. Fou també professor universitari emèrit, membre de l'Acadèmia d'Inscripcions i Belles Lletres des de 1993.

## Vida

### Joventut
Nasqué a Estrasburg, fou fill de l'advocat Léon Rapp, membre d'una família catòlica i patriòtica. Realitzà els estudis secundaris al Jean Sturm Gymnasium i practicà l'escoltisme amb els Scouts de França. Refractari de la incorporació forçada, s'uní a un grup clandestí d'escoltisme que reuní uns vint joves al Mont Sainte Odilia des de desembre de 1942. A finals de 1960 s'uní a l'Associació de Guies i Scouts d'Europa i fou comissionat de la província d'Alsàcia fins a mitjans 1980.

### Carrera acadèmica
Es graduà de l'agrégation d'història el 1952, fou també professor al Liceu Fustel-de-Coulanges d'Estrasburg entre el 1952 i el 1953 i resident de la Fondation Dosne-Thiers de 1956 a 1961, professor a la facultat de lletres de Nancy de 1961 a 1972, i assistent d'història medieval a la Universitat Marc Bloch d'Estrasburg. Fou doctor en lletres el 1972, abans d'esdevenir professor a la Universitat d'Estrasburg des de 1974.
Fou professor d'història del cristianisme a la Facultat de Teologia protestant d'Estrasburg entre 1972 i 1991, professor associat a la Universitat de Neuchâtel i professor visitant a diverses universitats d'Amèrica del Nord i d'Europa.

### Mort
Morí el 29 de març de 2020 a Angers a l'edat de 93 anys, després d'una infecció de Covid-19.

## Honors
- Cavaller de la Legió d'Honor.[5]
- Comandant de l'Ordre national du Mérite.[9]
- Comandant de l'Ordre des Palmes académiques.

## Premis
- Premi Guizot (2001).[10]
- Premi Eugène-Piccard de l'Académie française (1983).

## Publicacions
- Inventaire des sources manuscrites de l’histoire d’Alsace conservées dans les bibliothèques publiques de France, Paris, Fédération des sociétés d’histoire et d’archéologie d'Alsace, 1956.
- Le château-fort dans la vie médiévale : le château-fort et la politique territoriale, Strasbourg, Centre d'Archéologie médiévale, 1968.
- L’Église et la vie religieuse en Occident à la fin du Moyen Âge, Paris, PUF, coll. "Nouvelle Clio", 1971[11] ISBN 978-2130505396
- Réformes et réformation à Strasbourg. Église et société dans le diocèse de Strasbourg (1450–1525), Paris, Ophrys, 1974.[12]
- Grandes figures de l’humanisme alsacien. Courants, milieux, destins, Strasbourg, Istra, 1978.
- Histoire de Strasbourg des origines à nos jours [under his dir.], 9 vols, Strasbourg, Dernières nouvelles de Strasbourg, 1981.
- Les origines médiévales de l’Allemagne moderne. De Charles IV à Charles Quint (1346–1519), Paris, Aubier, 1989.[13]ISBN 978-2700722246ISBN 978-2700722246
- Histoire des diocèses de France : Le Diocèse de Strasbourg, Paris, Éditions Beauchesne, 1997.
- Koenigsbruck : l’histoire d’une abbaye cistercienne (with Claude Muller), Strasbourg, Société d’histoire et d’archéologie du Ried Nord, 1998.
- Le Saint-Empire romain germanique, d’Otton le Grand à Charles Quint, Paris, Éditions du Seuil, 2003. ISBN 978-2020555272ISBN 978-2020555272
- Christentum und Kirche im 4. und 5. Jahrhundert, Heidelberg, Universitätsverlag Winter, 2003, ISBN 978-3825315238
- Christentum IV : Zwischen Mittelalter und Neuzeit (1378–1552), Stuttgart, Kohlhammer, 2006, ISBN 9783170152786
- Maximilien d'Autriche, Paris, Éditions Tallandier, 2007. ISBN 978-2-84734-053-2ISBN 978-2-84734-053-2
- Protestants et protestantisme en Alsace de 1517 à nos jours [under his dir.], Strasbourg, Fédération des sociétés d’histoire et d’archéologie d'Alsace, 2007.
- Strasbourg [under his dir.], Paris, La Nuée Bleue, 2010.